# Mastophora carpogaster
Mastophora carpogaster là một loài nhện trong họ Araneidae.
Loài này thuộc chi Mastophora. Mastophora carpogaster được Cândido Firmino de Mello-Leitão miêu tả năm 1925.